# Magari (film)
Magari è un film del 2020 diretto da Ginevra Elkann, suo esordio alla regia.
È stato presentato come film d'apertura al Locarno Festival il 7 agosto 2019, in prima mondiale.

## Trama
Negli anni '80, la piccola Alma vive a Parigi con suoi due fratelli di poco più grandi, la madre Charlotte e il patrigno Pavel di fede ortodossa alla quale ha convertito la compagna e i suoi figli di estrazione cattolica. Charlotte, in attesa di un nuovo figlio da Pavel, ha una gravidanza difficile e, dopo essersi accordata con l'ex marito Carlo che vive a Roma, manda da lui i ragazzi affinché li porti in montagna a trascorrere le vacanze di Natale e capodanno.
Carlo, sceneggiatore cinematografico in crisi, avendo problemi economici e dovendo riscrivere un lavoro rifiutatogli, porta i ragazzi al mare di Sabaudia insieme a Benedetta, la sua nuova compagna che presenta come collaboratrice.
La convivenza farà nascere contrasti tra il padre e i figli, ma alla fine la famiglia sognata da Alma si ritroverà «più o meno» insieme.

## Accoglienza
Il film ha ricevuto recensioni complessivamente positive, in particolare per la leggerezza e la malinconia che permea l'intera pellicola.

## Distribuzione
A causa delle misure di prevenzione per la pandemia di COVID-19 la distribuzione nelle sale non ha potuto essere adeguatamente programmata.
Il film è stato distribuito e reso disponibile da Rai Cinema in esclusiva su RaiPlay dal 21 maggio 2020.

## Riconoscimenti
- 2021 - David di Donatello
  - Candidatura a Miglior regista esordiente a Ginevra Elkann
  - Candidatura a Migliore attrice non protagonista a Alba Rohrwacher
- 2020 - Ciak d'oro
  - Candidatura a migliore opera prima a Ginevra Elkann[8]